# 瞳を閉じて
「瞳を閉じて」（ひとみをとじて）は、荒井由実（現・松任谷由実）の作詞・作曲による楽曲。アルバム『MISSLIM』（1974年）、および同アルバムと同時発売されたシングル「12月の雨」のB面に収録されている。
長崎県立奈留高等学校の愛唱歌としても知られる。

## 解説
1974年（昭和49年）に長崎県立五島高等学校奈留分校（現・長崎県立奈留高等学校）の女子生徒が、奈留分校に合った校歌を作ってほしいとラジオの深夜番組『毛利久のオールナイトニッポン』の「あなただけのイメージソングを作ります」のコーナーに投書した。当時の奈留分校では五島高校の校歌がそのまま校歌とされていたが、その歌詞は本校から離れた奈留島にある奈留分校の生徒にとってなじみが薄いものであった。この投書に応えて、当初は加藤和彦が曲を作って番組でオンエアされたが、依頼者のもとに届けられるはずだった録音テープが行方不明になったため、改めて荒井由実作詞・作曲による「瞳を閉じて」が贈られた。
1976年、同校は長崎県立奈留高等学校として独立。その際にこの曲を校歌とするかが検討された結果、校歌とはされなかったものの愛唱歌として制定された。このエピソードはNHKのドキュメンタリー番組『新日本紀行〜歌が生まれて そして〜』で取り上げられた。
1988年には同校卒業生の寄付で松任谷由実直筆の歌詞を刻んだ歌碑が建立され、除幕式には松任谷本人も訪れた。その後、この曲は卒業式はもとより、島民が島を離れる船の出港の際にも流されるなど、島全体の愛唱歌となった。
1996年から1998年にかけて教育出版「高校音楽I」（平成8年版 - 平成10年版）の教科書に掲載された。
2015年10月24日には長崎県立奈留高等学校創立50周年記念式典が開かれ、松任谷が奈留島を訪れて生徒とともにこの曲を合唱した。

## タイアップ

### みんなのうた
曲制作から2年後の1976年8月から同年9月までNHKの『みんなのうた』で放送された。歌は善村ゆう子が担当。映像は舞台となった長崎の風景が映されている。1996年8月 - 9月には、20年ぶりにラジオのみで再放送された。その後「みんなのうた発掘プロジェクト」で映像が提供され、2018年8月10日と同年9月14日に『みんなのうたリクエスト』枠で映像付きで22年ぶりに再放送された（サイドパネル付き / ニュープリント）。

### 主題歌・テーマソング
- 2000年公開の映画『スイート・スイート・ゴースト』の主題歌となった[11]。
- 2005年4月から2008年3月まで[要出典]、NHKのドキュメンタリー番組『NHKアーカイブス』のテーマ曲となっていた[12]。
- 2005年には、日本テレビ系テレビドラマ『Xmasなんて大嫌い』の挿入歌として使用された。
- 2023年10月からは、フジテレビ / BSフジ「街角パレット～未来へのたからもの～」テーマソングとして使用されている[13]。

### CM
- 吉田羊・鈴木梨央 - 大塚製薬のポカリスエットCM「ふたりで金魚すくい」篇、「ふたりで海に行く」篇、「ふたりでつめたーく」篇など（2022年6月）（鈴木梨央がカバー）[14]。

### その他
- 2010年1月10日から同年5月30日まで日本テレビ系『笑点』の大喜利コーナーで、座布団10枚の賞品のキーワードとして本曲のタイトルが用いられていた。賞品の正体は、司会の桂歌丸が「瞳を閉じて」考えて浮かんだ旅をプレゼントするというものであった。獲得したのは林家木久扇で、彼のネタの1つである「河童」にちなみ、トルコ・カッパドキアの旅となった[15][16]。
- 2018年3月21日放送の『あの日 あのとき あの番組〜NHKアーカイブス〜』（先述の『NHKアーカイブス』のリニューアル版）では松任谷由実をゲストに迎え、1976年の『新日本紀行』をはじめ、1988年の歌碑建立の模様を放送した『九州特集』、2015年の奈留高校創立50周年記念式典の模様を放送した『SONGSスペシャル』の計3番組を放送した[17][18]。